# Duhabi-Bhaluwa
Duhabi-Bhaluwa (Nepali दुहवी-भलुवा Duhabi-Bhaluwa) ist eine Stadt (Munizipalität) im östlichen Terai Nepals im Distrikt Sunsari. 
Duhabi-Bhaluwa liegt an der Fernstraße Koshi Rajmarg (H8) zwischen Biratnagar im Süden und Itahari im Norden. Die Stadt entstand 2014 durch Zusammenlegung der Village Development Committees Duhabi und Bhaluwa. 
Das Stadtgebiet umfasst 21,1 km².

## Einwohner
Bei der Volkszählung 2011 hatten die VDCs, aus welchen die Stadt Duhabi-Bhaluwa entstand, 25.545 Einwohner (davon 12.797 männlich) in 5327 Haushalten.